# 후지카와역 (시즈오카현)
후지카와역(일본어: 富士川駅 후지카와에키[*])은 일본 시즈오카현 후지시에 있는 도카이 여객철도의 철도역이다.

## 역 구조
2면 3선 구조의 지상역이다. 1·3번선이 주선이며, 2번선은 부설선으로 예비용이다. 유치용 선로들도 배치되어 있다.
직영역이자 관리역으로 신칸바라역·간바라역·유이역을 관리하고 있다.

### 승강장
| 1 | ■ 도카이도 본선 | 누마즈 · 아타미 방면     |
| 3 | ■ 도카이도 본선 | 시즈오카 · 하마마쓰 방면 |

## 역사
- 1889년 2월 1일 - 관설철도 (뒷날의 일본국유철도) 고즈 역 ~ 시즈오카 역 구간의 개통과 동시에 이와부치 역으로 개업.
- 1970년 6월 1일 - 후지카와 역으로 이름이 바뀌었다.
- 1987년 4월 1일 - 민영화에 따라 도카이 여객철도의 소속이 되었다.
- 2008년 3월 1일 - TOICA의 사용이 개시되었다.

## 인접역
| 도카이 여객철도 도카이도 본선 | 도카이 여객철도 도카이도 본선 | 도카이 여객철도 도카이도 본선   |
| ----------------------------- | ----------------------------- | ------------------------------- |
| 후지 아타미 방면              | ■ 도카이도 본선               | 신칸바라 시즈오카·하마마쓰 방면 |